# Де Торби, Анастасия Михайловна
Графиня Анастасия Михайловна де Торби (англ. Countess Anastasia Mikhailovna de Torby; 9 сентября 1892, Висбаден — 7 декабря 1977, Лондон), также известная после замужества и иммиграции в Великобританию как леди Зия Уэрнер (англ. Lady Zia Wernher),  — старшая дочь великого князя Михаила Михайловича и графини Софии Николаевны Меренберг. По отцу — правнучка императора Николая I, по матери — правнучка А. С. Пушкина.

## Биография
Анастасия Михайловна родилась в Висбадене (как и её брат Михаил), где в это время проживали её родители: за морганатический брак с графиней Софией Меренберг великому князю Михаилу Михайловичу запретили въезд в Россию. Позднее семья перебралась в Англию.
1 сентября 1917 года король Георг V специальным указом приравнял леди Зию, как старшую дочь графини де Торби и великого князя Михаила Михайловича, во всех гражданских правах с дочерьми английских пэров.
В годы Второй мировой войны в поместье Лутон-Ху, принадлежавшем её мужу, находился один из штабов действующей английской армии, а сама Зия возглавляла службу «Скорой медицинской помощи воинам». Её сын, капитан английского уланского полка Джордж Майкл Александр Уэрнер, 4 декабря 1942 года был убит в бою.
В 1956 году была удостоена ордена Британской империи степени командора (CBE).
Анастасия Михайловна вместе с мужем была большим любителем и знатоком скаковых лошадей. Им принадлежал знаменитый конь Браун Джек, многократно получавший первые призы за мировые рекорды. Супруги поддерживали скачки крупными денежными суммами.
В апреле 1961 года нанесла визит в Советский Союз. В частности, посетила Всесоюзный музей А. С. Пушкина, музей-квартиру поэта на Мойке, место дуэли у Чёрной речки.
Скончалась 7 декабря 1977 года в возрасте 85 лет.

## Брак
20 июля 1917 года де Торби вышла замуж за сэра Гарольда Уэрнера, 3-го баронета (1893—1973). Бракосочетание состоялось в придворной церкви Сент-Джеймсского дворца.

### Дети и внуки
- Джордж Майкл Александр (22 августа 1918 — 4 декабря 1942);
- Джорджина (17 октября 1919 — 28 апреля 2011) — с 10 октября 1944 года супруга Гарольда Филипса (1909—1980), с 1992 года — сэра Джорджа Кеннарда, 3-го баронета (1915—1999);
  - Александра Анастасия (Саша) Филипс (1946—2018) — с 1966 года супруга Джеймса Гамильтона, 5-го герцога Аберкорна (род. 1934);
  - Николас Гарольд Филипс (1947—1991) — с 1975 года женат на графине Лусии Марии Чернин (род. 1945);
  - Фиона Мерседес Филипс (род. 1951) — с 1971 года супруга Джеймса Комина Амхерста Бернет оф Лиз (род. 1941);
  - Марита Джорджина Филипс (род. 1954) — с 1982 года супруга Рэндала Стаффорда Кроли (Кролей) (1950—1988);
  - Наталья Эйша Филлипс (род. 1959) — с 1978 года супруга Джеральда Гровенора, 6-го герцога Вестминстера (1951—2016).
- Майра Элис (8 марта 1925 — 3 августа 2022) — супруга с 5 ноября 1946 года Дэвида Генри Баттера (род. 1920/1924).
  - Сандра Элизабет Зия Баттер (род.  1948) — с 1983 года супруга Уильяма Дэвида Моррисона (род. 1940);
  - Мэрилин Дейвина Баттер (род.1950) — с 1973 года супруга Джеймса Хьюберта Рэмзи (Рамзей) (род. 1948);
  - Роуз Джорджиана Баттер (род. 1952) — с 1988 года супруга Александра Питера (Александра Георгиевича) Голицына (род. 1945);
  - Джорджина Маргерит Баттер (род. 1956) — с 1982 года супруга Питера Стивена Лезли Пежашевича (род. 1954);
  - Чарлз Харолд Александр Баттер (род. 1960) — с 2006 года женат на Агнешке Шулук.

## Лутон Ху
Бо́льшую часть жизни Зия Уэрнер прожила в поместье Лутон Ху (англ. Luton Hoo) в Бэдфордшире, под Лондоном. Это поместье приобрёл в 1903 году сэр Юлиус Уэрнер (1850—1912), свёкор Зии. В замке-музее, состоящем из десятков залов, собраны колоссальные художественные ценности. В картинной галерее — полотна Рубенса, Бермеджо, Гольбейна-старшего, итальянских мастеров XV—XVI— веков. Богатейшие коллекции ювелирных изделий и бронзы, итальянской майолики эпохи Возрождения, немецкого серебра.
В 1945 году, после смерти матери, его унаследовал сэр Харолд. Впоследствии к редкостям замка Зия присоединила свою коллекцию ювелирных изделий Густава (1815—1893) и Петера Карла (1846—1920) Фаберже, доставшуюся ей от родителей.
В 1973 году после смерти сэра Харолда владелицей поместья стала его вдова. Её стараниями была подготовлена экспозиция двух «русских комнат» — единственный в своём роде музей русской культуры в Англии. В первой комнате много материалов, посвящённых Пушкину. Среди них — портрет поэта работы Евгения Фаберже, выполненный в 1931 году по заказу леди Зии. На противоположной стене — портрет Николая I.
В экспозиции находятся список пушкинской оды «Вольность», сделанный неизвестным лицом; копия карандашного рисунка Натальи Ивановны Фризенгоф «Дети Пушкина» (1841); золотые медали, отлитые в честь Пушкина в 1899 и в 1937 годах.
Тут же выставлено придворное платье русской работы, в котором София Николаевна де Торби представлялась королеве Виктории в 1897 году. В центре зала — копия «Медного всадника», высотой в полметра, отлитая в 1845 году в Англии из серебра.
Во второй «русской комнате» собраны копии известных портретов Пушкина и Натальи Николаевны, мраморный бюст и фотографии их младшей дочери — Н. А. Меренберг, фотопортреты внучки поэта Софии де Торби и великого князя Михаила Михайловича, снимки нынешних английских потомков Пушкина.
В роскошном дворце не раз гостили члены королевских фамилий многих европейских государств. В 1950 году замок-музей был открыт и для публики.
В 1990-х годах в поместье снимались известные фильмы «Четыре свадьбы и одни похороны» и «С широко закрытыми глазами».
После кризиса 1991 года и самоубийства его нового владельца Николаса Филиппса (1947—1991), внука леди Зии, поместье было продано неизвестному лицу. Затем была распродана и коллекция произведений искусства.